# Bermuda op de Olympische Zomerspelen 1956
Bermuda nam deel aan de  Olympische Zomerspelen 1956 in Stockholm, Zweden. Ook de vierde olympische deelname bleef zonder medailles. Het zou tot 1976 duren voordat de eerste medaille werd behaald.

## Resultaten per onderdeel

### Zeilen
| Olympiër                                  | Discipline | Resultaat | Prestatie                           |
| ----------------------------------------- | ---------- | --------- | ----------------------------------- |
| Howard B. Eve James W. Kempe Bernard Ward | dragon     | 15e       | 1149 punten: (11-15-16-10-14-13-16) |

Afghanistan · Argentinië · Australië · Bahama's · België · Bermuda · Birma · Brazilië · Brits-Guiana · Bulgarije · Cambodja* · Canada · Ceylon · Chili · Colombia · Cuba · Denemarken · Duits eenheidsteam · Egypte* · Ethiopië · Fiji · Filipijnen · Finland · Frankrijk · Griekenland · Groot-Brittannië · Hongarije · Hongkong · Ierland · IJsland · India · Indonesië · Iran · Israël · Italië · Jamaica · Japan · Joegoslavië · Kenia · Liberia · Luxemburg · Malakka · Mexico · Nederland* · Nieuw-Zeeland · Nigeria · Noord-Borneo · Noorwegen · Oeganda · Oostenrijk · Pakistan · Peru · Polen · Portugal · Puerto Rico · Roemenië · Singapore · Sovjet-Unie · Spanje* · Taiwan · Thailand · Trinidad en Tobago · Tsjecho-Slowakije · Turkije · Uruguay · Venezuela · Verenigde Staten · Vietnam · Zuid-Afrika · Zuid-Korea · Zweden · Zwitserland*

*alleen deelgenomen in Stockholm